# Nagrada Anto Gardaš
Nagrada Anto Gardaš hrvatska je književna nagrada.

## Povijest
Nagradu su, na inicijativu Stjepana Tomaša, 2006. godine ustanovili Društvo hrvatskih književnika Zagreb i DHK - Ogranak slavonsko-baranjsko-srijemski, Ministarstvo kulture RH, Hrvatska pošta i Grad Osijek.

## Područje i opis
Nagrada se dodjeljuje za najbolji dječji roman ili zbirku pripovijedaka na hrvatskome književnom jeziku objavljenu u prethodnoj godini. Nosi ime u čast hrvatskog pisca Ante Gardaša.
Nagrada se dodjeljuje jednom godišnje. Dodjeljuje ju se u Osijeku, a sastoji se od povelje i 10.000 kuna.
Prosudbeno povjerenstvo za dodjelu nagrade čini troje istaknutih hrvatskih književnika za djecu i mladež.

## Dobitnici
Dobitnici nagrade:
- 2007.: Šime Storić, za djelo Mačka se uvijek dočeka na noge
- 2008.: Zvonko Todorovski, za djelo Vjetrovi Lampeduze
- 2009.: Nela Sisarić, za djelo Sve zbog pogleda
- 2010.: Nada Mihelčić za roman Zeleni pas
- 2011.: Julijana Matanović, Anka Dorić, za roman One misle da smo male[3][1]
- 2012.: Tihomir Horvat, za Pustolovine puha Ocija i djevojčice Tonke
- 2013.: Branka Primorac, za Zvonka Zmaj i Tri kavalira
- 2014.: Vlado Rajić, za roman Ljetovanje s čovjekom koji nije moj tata[4]
- 2015.: Ivana Guljašević, za roman Neprilagođena
- 2016.: Jasminka Tihi-Stepanić, za roman Moja neprijateljica Ana[5]
- 2017.: Đurđica Stuhlreiter za roman Gašpar i prijatelji[6]
- 2018.: Melita Rundek, za roman Letači srebrnih krila[7]
- 2019.: Silvija Šesto, za zbirku pripovijedaka (Z)ezopove basne[8]
- 2020.: Vjekoslava Huljić, za roman Moj Titanic ne tone[9]
- 2021.: Tomislav Zagoda i Dario Kukić, za roman Škola na rubu pameti [10]
- 2022.: Pavao Pavličić, za roman Dva duga dana.[11]
- 2023.: Morea Baničević, za roman Mjesečari Monteriera.[12]
- 2024.: Zoran Pongrašić, za roman Kuja za vješanje.[13]

## Vanjske poveznice
Mrežna mjesta
- [neaktivna poveznica], Društvo hrvatskih književnika
- [neaktivna poveznica], issuu.com